# Prix de Mirande
Prix de Mirande är ett årligt travlopp för 5-åriga varmblodiga travhästar som körs på Vincennesbanan utanför Paris i Frankrike varje år i början av januari. Det är ett Grupp 3-lopp, det vill säga ett lopp av tredje högsta internationella klass. Förstapris är 40 500 euro. Loppet körs över distansen 2700 meter.

## Vinnare
| År   | Häst               | Far               | Kusk                | Tränare                 | Tid/km |
| ---- | ------------------ | ----------------- | ------------------- | ----------------------- | ------ |
| 2025 | Ernesto Roc        | Face Time Bourbon | Benjamin Rochard    | Erik Bondo              | 1'12"8 |
| 2024 | Gericault          | Muscle Hill       | Christophe Martens  | Vincent Martens         | 1'14"6 |
| 2023 | Inexess Bleu       | Vittel de Brevol  | Alexandre Abrivard  | Laurent-Claude Abrivard | 1'13"1 |
| 2022 | Hatchet Man        | Goetmals Wood     | David Thomain       | Philippe Allaire        | 1'13"0 |
| 2021 | Empire             | Västerbo Prestige | Franck Nivard       | Tomas Malmqvist         | 1'15"6 |
| 2020 | Fire Cracker       | Quaro             | Éric Raffin         | Gregory Thorel          | 1'12"0 |
| 2019 | Elvis Madrik       | Overtrick         | Franck Nivard       | Jean-Michel Baudouin    | 1'14"2 |
| 2018 | Goofy Greenwood    | Russel November   | Franck Nivard       | Hugo Langeweg J:r       | 1'14"6 |
| 2017 | Citizen Kane       | Orlando Vici      | Thomas Levesque     | Thomas Levesque         | 1'14"0 |
| 2016 | Bugsy Malone       | Ready Cash        | Yoann Lebourgeois   | Philippe Allaire        | 1'14"0 |
| 2015 | Altesse du Mirel   | Ready Cash        | Pierre Vercruysse   | Pierre Vercruysse       | 1'14"6 |
| 2014 | Vulcain de Vandel  | Jag de Bellouet   | Franck Nivard       | Franck Nivard           | 1'14"2 |
| 2013 | Oropuro Bar        | Love You          | Marco Smorgon       | Marco Smorgon           | 1'14"7 |
| 2012 | Tchao de Loiron    | Insert Gede       | Jean-Michel Bazire  | Franck Leblanc          | 1'13"2 |
| 2011 | Sogo               | Baccarat du Pont  | Yves Dreux          | Franck Leblanc          | 1'12"7 |
| 2010 | Rapide Lebel       | Ginger Somolli    | Éric Raffin         | Sébastien Guarato       | 1'13"4 |
| 2009 | Quoumba de Guez    | Urfist des Pres   | Jean-Michel Bazire  | Jean-Michel Bazire      | 1'15"2 |
| 2008 | Pagalor            | Jag de Bellouet   | Jean-Michel Bazire  | Michel Donio            | 1'14"8 |
| 2007 | Ouragan de Celland | Goetmals Wood     | Thierry Duvaldestin | Thierry Duvaldestin     | 1'14"8 |
| 2006 | Nicolas Maria      | Casino des Sports | Joseph Verbeeck     | Philippe Allaire        | 1'15"7 |
| 2005 | Mickael de Vonnas  | Ganymede          | Jean-Michel Bazire  | Jean-Michel Bazire      | 1'13"7 |
| 2004 | Giant Superman     | Giant Force       | Fredrik B Larsson   | Fredrik B Larsson       | 1'13"3 |
| 2003 | Kimberley Keen     | Jiosco            | Pierre Levesque     | Pierre Levesque         | 1'13"3 |
| 2002 | Jezabelle des Bois | Battling Joe      | Jean-Michel Bazire  | Jean-Michel Bazire      | 1'13"5 |
| 2001 | Ile Mauritius      | Coktail Jet       | Dominik Locqueneux  | Pierre Desire Allaire   | 1'15"3 |
| 2000 | Hireva             | Reve d'Udon       | Yves Dreux          | Bernard Desmontils      | 1'15"2 |
| 1999 | Gai d'Hautmoniere  | Nicos du Vivie    | Jean-Michel Bazire  | Jean-Michel Bazire      | 1'16"2 |
| 1998 | Fiesta d´Anjou     | Urfist des Pres   | Jean-Michel Bazire  | Jean-Michel Bazire      | 1'14"1 |